# Kongoriket
Kongo (officiellt Kungadömet Kongo) var en nation i centrala Afrika vid Kongofloden mellan 1390 och 1914. Riket uppstod på 1300-talet och sträckte sig under sin storhetstid från Gabon i norr till Kwanzafloden i nuvarande Angola i söder. Huvudstad var Mbanza-Kongo.
Kongo hade ursprungligen goda kontakter med Portugal, och efter att kung Nzinga Nkuwu lät kristna sig av portugisiska missionärer införde år 1520 hans son, Afonso Mvemba Nzinga, kristendomen som statsreligion. Under 1600-talet hårdnade dock relationerna mellan länderna efter Portugals koloniala anspråk i södra Kongoriket, vilket ledde till ett blodigt krig under vilket Kongoriket förlorade nuvarande norra Angola till Portugisiska Västafrika. Ett inbördeskrig delade och försvagade riket mellan 1665 och 1709. 1857 blev Kongo en portugisisk lydstat och 1914 upplöstes statsbildningen helt.
Utöver sina egna sex provinser hade Kongo också ett antal kringliggande kungadömen som i princip var lydstater till riket: Ngoyo, Kakongo, Ndongo och Matamba.

## Galleri

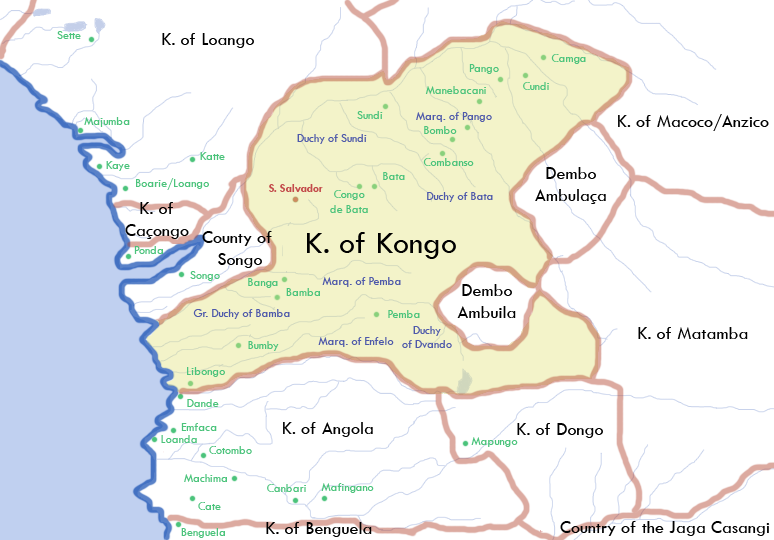
Kongo med grannstater 1711, strax efter återföreningen.